# Zelenîi Iar, Kaluș
Zelenîi Iar (în ucraineană Зелений Яр) este un sat în comuna Novîțea din raionul Kaluș, regiunea Ivano-Frankivsk, Ucraina.

## Demografie
Componența lingvistică a localității Zelenîi Iar
     Ucraineană (98,86%)
     Rusă (1,14%)
Conform recensământului din 2001, majoritatea populației localității Zelenîi Iar era vorbitoare de ucraineană (98,86%), existând în minoritate și vorbitori de rusă (1,14%).